# توفان (فیلم ۱۹۷۷)
توفان فیلمی ترکیه‌ای و محصول سال ۱۹۷۷ است. از بازیگران این فیلم می‌توان به قادر اینانیر، گلی زنگنه و رضا بیک‌ایمانوردی اشاره نمود.